# لوکاس ابراهام
لوکاس ابراهام (انگلیسی: Lucas Abraham؛ زادهٔ ۲۳ فوریهٔ ۱۹۷۹) بازیکن فوتبال اهل آرژانتین است.
از باشگاه‌هایی که در آن بازی کرده‌است می‌توان به باشگاه فوتبال الیانزا لیما اشاره کرد.